# 柿本多映
柿本 多映（かきもと たえ、1928年2月10日 - ）は、日本の俳人。本名は妙子。

## 経歴
滋賀県大津市に生まれる。実家は天台宗総本山の園城寺（三井寺）。1947年、京都女子専門学校（現・京都女子大学）卒業。当初は短歌に携わるが、1951年の結婚を機に作歌から遠ざかる。1976年、西武百貨店大津俳句教室にて句作を開始。1977年、赤尾兜子の「渦」入会。1981年に兜子が没してのちは橋閒石、桂信子に師事。「草苑」「白燕」「犀」同人を経て、現在は無所属。渦賞、滋賀県出版文化賞、現代俳句協会賞（1988年）、草苑賞、桂信子賞（2013年）、詩歌文学館賞（2014年）、現代俳句大賞（2017年）、蛇笏賞（2020年）、第65回毎日芸術賞などを受賞。句集に『夢谷』『蝶日』『花石』『仮生』など7冊。エッセイ集に『時の襞から』『季の時空へ』がある。現代俳句協会会員、日本ペンクラブ会員、日本現代詩歌文学館評議員。

## 著書
- 『蝶日』富士見書房 1989
- 『柿本多映句集』ふらんす堂 現代俳句文庫 1993
- 『花石』深夜叢書社 1995
- 『白體』花神社 花神俳人選　1998
- 『時の襞から』深夜叢書社 2000
- 『肅祭』思潮社 2004
- 『季の時空へ エッセイ』文學の森 2011
- 『ステップ・アップ 柿本多映の俳句入門』文學の森 2011
- 『仮生』現代俳句協会 現代俳句コレクション 2013
- 『夢谷 第一句集』東京四季出版 俳句四季文庫 2013
- 『柿本多映俳句集成』深夜叢書社 2019